# ПОЛИМОДЕ
ПОЛИМОДЕ — океанографический эксперимент советских и американских учёных в районе Бермудских островов.

## Общая информация
Название эксперимента образовано от названий предшествующих экспериментов — советского Полигон-70 и американского МОДЕ — I. Начало исследований по программе эксперимента относится к 1975 году, когда американские учёные проводили статистико-географическую часть эксперимента в нескольких районах Атлантики для получения информации о гидрологическом состоянии региона:61. На большой территории было установлено 38 автономных буйковых станций (АБС), непрерывно функционировавших более двух лет.
Советское участие началось с синоптической части эксперимента, когда АБС устанавливались компактно на небольшой территории. Оно продолжалось с июля 1977 по сентябрь 1978 года. 19 АБС были установлены в виде сетки из равнобедренных треугольников со стороной 72 километра на четырёх глубинах: 0,1 км, 0,4 км, 0,7 км и 1,4 км. Центр сетки находился в точке с координатами 29 градусов северной широты, 70 градусов западной долготы.
Исследования проводились десятью научно-исследовательскими судами:93, включая такие, как «Витязь», «Академик Курчатов», «Михаил Ломоносов», «Молдавия», «Академик Вернадский»:63, «Виктор Бугаев», «Академик Крылов». Было обнаружено свыше двадцати циклонических и антициклонических вихрей.
Присоединившись к синоптической части эксперимента в середине 1978 года, американские учёные установили 10 АБС:64. В ПОЛИМОДЕ также участвовали западноевропейские учёные, осуществившие в его рамках Эксперимент по динамике северо-восточной части Атлантического океана (ЭДСВА) с постановкой шести АБС на четырёх глубинах, а также канадские учёные:65.
По итогам эксперимента в 1986 году в США был издан «Атлас ПОЛИМОДЕ» на русском и английском языках.